# Mitsubishi ML-F110
Mitsubishi ML-F110 (ML-F110 / ML-F120) је кућни рачунар, производ фирме Mitsubishi који је почео да се израђује у Јапану током 1984. године.
Користио је Z80A као централни микропроцесор а RAM меморија рачунара ML-F110 је имала капацитет од ML-F110 : 16 KB. 
Као оперативни систем кориштен је MSX DOS.

## Детаљни подаци
Детаљнији подаци о рачунару ML-F110 су дати у табели испод.
|                       |                                                             |
| [ 1 ]                 |                                                             |
| Произвођач            |                                                             |
| Тип                   | кућни рачунар                                               |
| Меморија              | ML-F110: 16 KB                                              |
| Поријекло             | Јапан                                                       |
| Година                | 1984                                                        |
| Тастатура             | QWERTY, механичка тастатура                                 |
| Процесор              |                                                             |
| Фреквенција процесора | 3,6                                                         |
| RAM                   | ML-F110: 16 KB                                              |
| ROM                   | 32 KB                                                       |
| Текст                 | мод 0: 40 x 24                                              |
| Графика               | мод 2: 256 x 192 са 16 боја (Hires мод)                     |
| Боја                  | 16                                                          |
| Звук                  | General Instruments AY-3-8910 програмибилни генератор звука |
| Димензије             | непознато                                                   |
| Портови               |                                                             |
| Оперативни систем     |                                                             |